# Levinscher Park
Der Levinsche Park ist eine Grünanlage in der Weststadt in Göttingen mit einer Größe von 35.800 m². Er ist eine Hinterlassenschaft der Wollweberei in Göttingen. Heute ist er eine Grün- und Wasserfläche am Rande des Göttinger Industriegebietes und fällt durch seinen Vogelreichtum, unter anderem durch eine Kolonie von Graureihern auf.

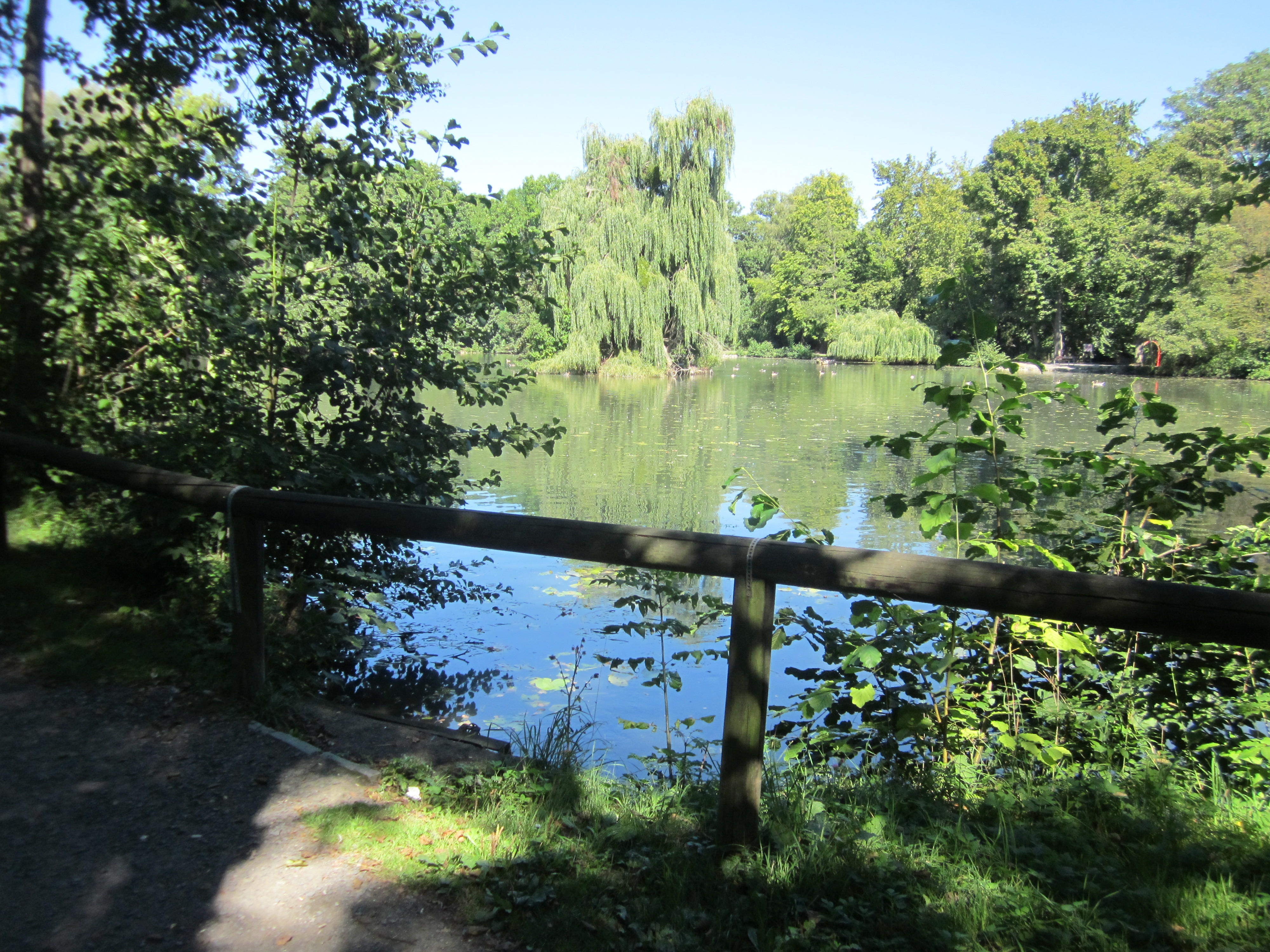
Großer Teich im Levinschen Park. Der Weg im Vordergrund liegt auf dem Damm, der den Teich von der Grone abtrennt; hinter dem Geländer der Einlauf

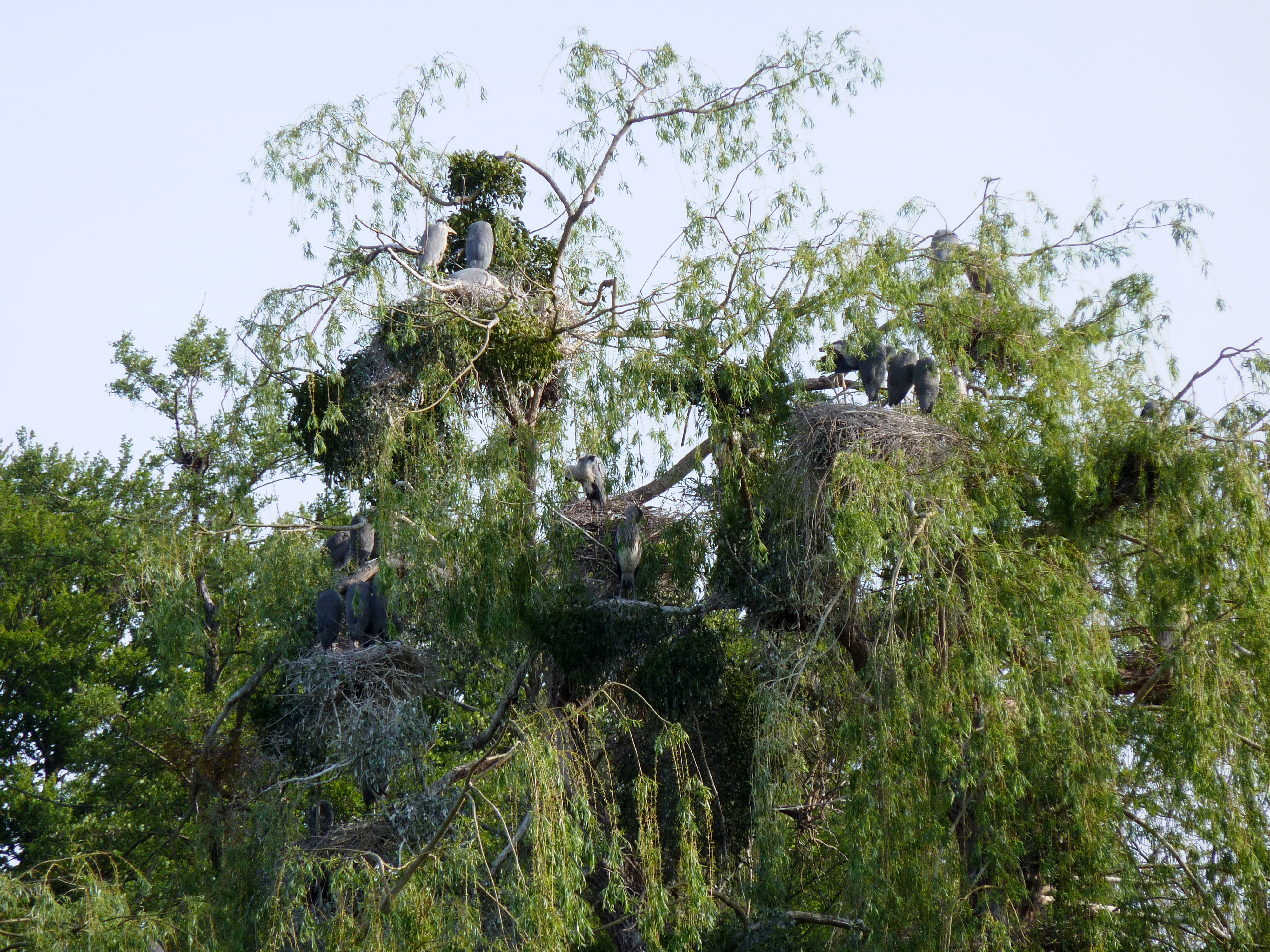
Reiherkolonie

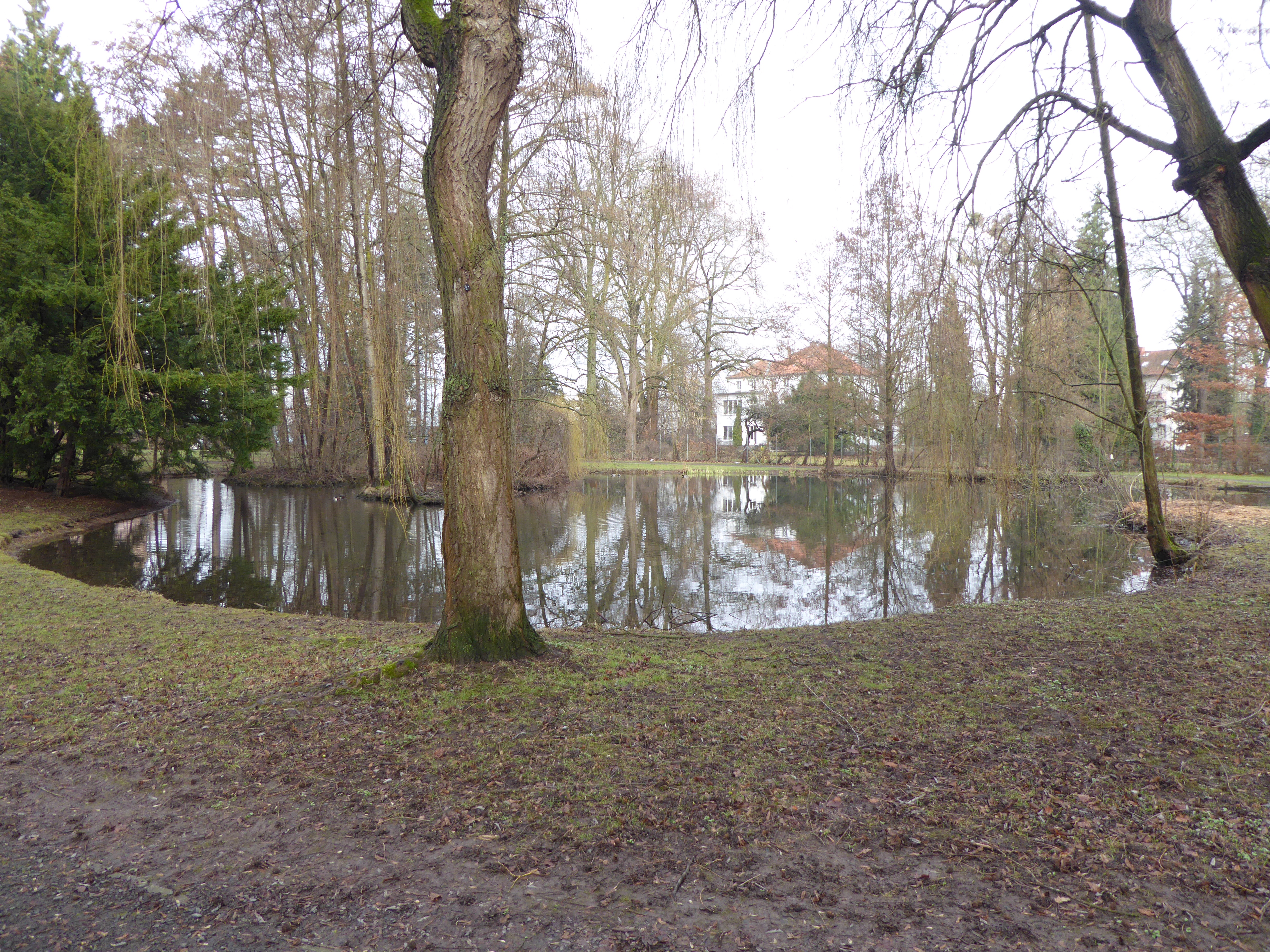
Kleiner Teich im Levinschen Park, im Hintergrund die Villa der Fabrikanten.

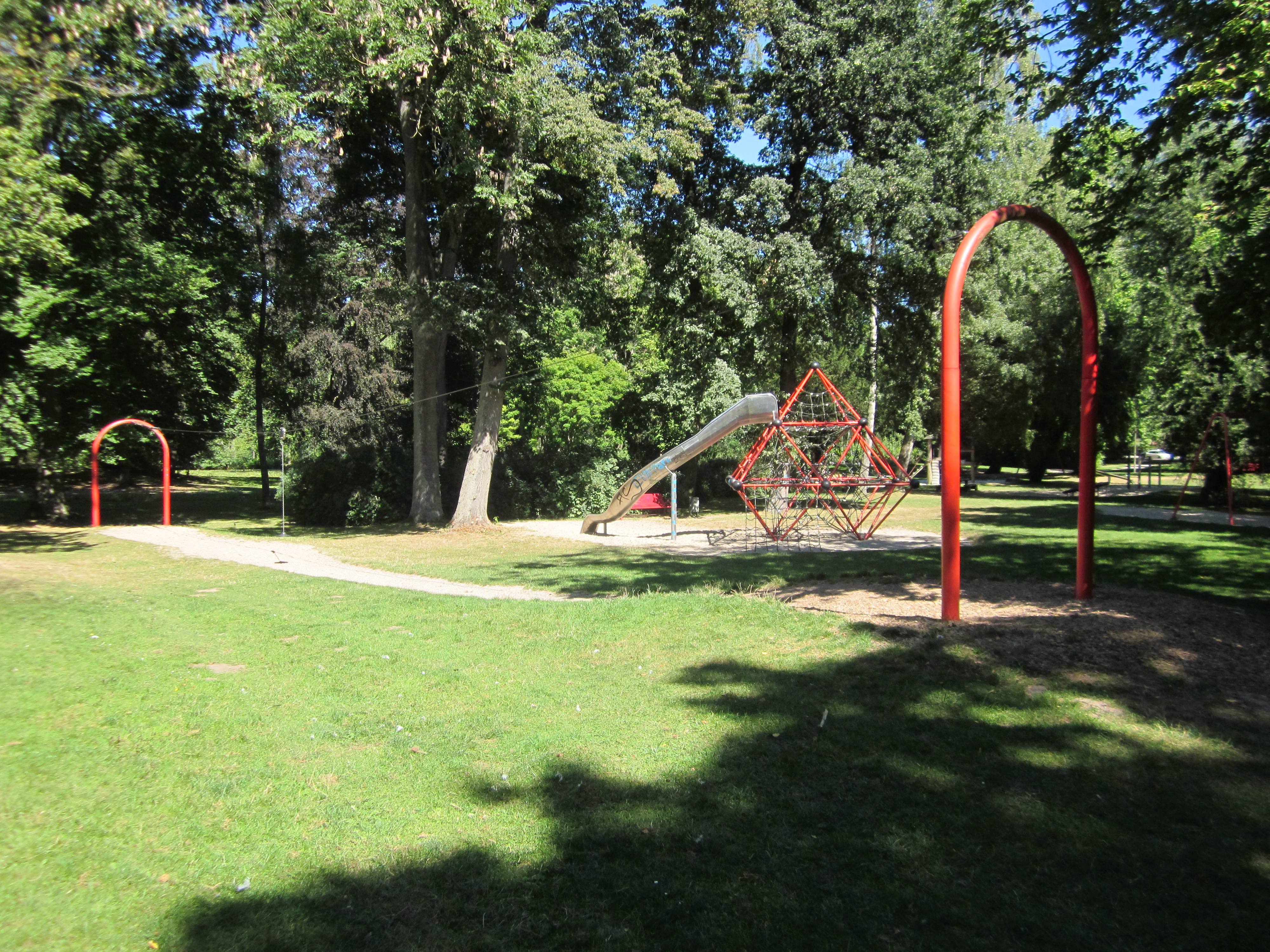
Spielplatz

## Geschichte
Das Gelände gehörte von 1712 bis 1846 zur Camlotten- unt Drogetten-Fabrique, einer Manufaktur von Johann Heinrich Grätzel. Nach dessen Konkurs wurde das Gelände von Albert Hermann Levin, der bereits in Rosdorf eine Wollfabrik betrieb, übernommen. Um die mechanischen Webstühle zu betreiben, wurde 1873 die Grone aufgestaut und ein größerer Teich angelegt.
Um 1880 ließ Ferdinand Levin einen Garten um den Teich anlegen, der auch als Pausenbereich für die Arbeiter dienen sollte. Auch ein kleines Badehaus wurde 1897 am Teich eingerichtet (Levinstraße 8; 2017 als Restaurant genutzt). 1929 schloss die Fabrik im Zusammenhang mit der Weltwirtschaftskrise.
Ab 1934 wurde westlich von Göttingen ein Flugplatz eingerichtet, auch das Parkgelände wurde militärisch genutzt. Der größte Teil des Parks diente dem Personal des Luftzeugamtes als Erholungs- und Freizeitgelände.
Nach dem Zweiten Weltkrieg wurde der Flugplatz aufgelöst und der Park wurde 1959 zur städtischen Grünanlage umgestaltet. Seit 1961 ist der Levinsche Park im Besitz der Stadt Göttingen. 1978 wurde ein großer Spielplatz angelegt.
Der Levinsche Park ist seit 1982 als Baudenkmal ausgewiesen, er bildet zusammen mit zwei Fabrikantenvillen und ehemaligen Gebäuden der Levinschen Spinnerei eine geschützte Gruppe baulicher Anlagen.

## Beschreibung
Der Park wird auf seiner Westseite von der Grone durchflossen, die ungefähr auf halbem Wege durch den Park aufgestaut wird; unterhalb des Wehrs mündet der (im Industriegebiet teilweise verrohrte) Flötegraben in den Bach. Ein Teil des Wassers wird abgezweigt und fließt in den großen Teich, in dessen Mitte eine Insel liegt. Auf dieser und auf alten Bäumen am Südrand des Teiches nisten Graureiher. Im Teich leben Störe, die 2005 von Anglern eingesetzt wurden. Eine Vermehrung findet allerdings nicht statt. Der Große Teich hat zwei Abläufe, zum einen in die Grone unterhalb des Wehrs, zum anderen in den kleinen Teich am Nordende des Parks. In der südöstlichen Ecke befindet sich ein Spielplatz. Am nordwestlichen Zugang zum Park steht ein als Naturdenkmal ausgewiesener Ginkgo.